# Xysticus berlandi
Xysticus berlandi is een spinnensoort uit de familie van de krabspinnen (Thomisidae).
De wetenschappelijke naam van de soort werd in 1963 gepubliceerd door Ehrenfried Schenkel-Haas.